# 1139
Високе Середньовіччя  •  Золота доба ісламу  •  Реконкіста  •  Хрестові походи  •  Київська Русь

## Геополітична ситуація
Візантію очолює Іоанн II Комнін (до 1143). Конрад III є королем Німеччини (до 1152), Людовик VII Молодий королює у Франції (до 1180).
Апеннінський півострів розділений: північ належить Священній Римській імперії, середню частину займає Папська область, більша частина півдня належить Сицилійському королівству. Деякі міста півночі: Венеція, Піза, Генуя тощо, мають статус міст-республік.
Південь Піренейського півострова захопили Альморавіди. Північну частину півострова займають християнські Кастилія, Леон (Астурія, Галісія), Наварра та Арагонське королівство (Арагон, Барселона). Королем Англії є Стефан Блуаський (Етьєн де Блуа, до 1154), триває громадянська війна в Англії 1135—1154. Королем Данії є Ерік III (до 1146).
Київський престол захопив Всеволод Ольгович (до 1146). Новгородська республіка фактично незалежна. У Польщі почався період роздробленості. На чолі королівства Угорщина стоїть Бела II (до 1141).
На Близькому сході існують держави хрестоносців: Єрусалимське королівство, Антіохійське князівство, Едеське графство, графство Триполі. Сельджуки окупували Персію та Малу Азію, в Єгипті владу утримують Фатіміди, у Магрибі Альмохади потіснили Альморавідів, у Середній Азії правлять Караханіди, Газневіди втримують частину Індії. У Китаї співіснують держава ханців, де править династія Сун, держава чжурчженів, де править династія Цзінь, та держава тангутів Західна Ся. На півдні Індії домінує Чола. В Японії триває період Хей'ан.

## Події
- 25 липня — португальський граф Афонсу I розбив мусульман у битві при Оріке.
- Після смерті Ярополка Володимировича київський престол перейшов до його брата В'ячеслава, однак чернігівський князь Всеволод Ольгович прогнав В'ячеслава з Києва.
- Відбувся Другий Латеранський собор. Сицилійського короля Рожера II відлучено від церкви. Засуджено погляди Арнольда Брешіанського.
- Висадившись на Сицилії папа римський Іннокентій II потрапив у полон. Він змушений проголосити Рожера II королем Сицилії, герцогом Апулії та князем Капуї.
- Англійський король Стефан Блуаський та шотландський король Давид I уклали мир даремською угодою.
- Імад ад-Дін Зангі захопив Баальбек, взяв в облогу Дамаск.